# Andre Thornton
Andre Thornton, né le 13 août 1949 à Tuskegee (Alabama), est un joueur américain de baseball qui évolua en Ligue majeure de 1973 à 1987.

## Carrière
Après des débuts chez les Chicago Cubs puis une demi-saison à Montréal, Andre Thornton signe chez les Cleveland Indians où il évolue pendant onze saisons de 1977 à 1987.
Il est sélectionné deux fois pour participer au match des étoiles en 1980 et 1982. En 2007, il est admis au Hall of Fame des Cleveland Indians.